# Bulbophyllum thrixspermoides
Bulbophyllum thrixspermoides é uma espécie de orquídea (família Orchidaceae) pertencente ao gênero Bulbophyllum. Foi descrita por Johannes Jacobus Smith em 1912.